# Seznam zápasů čínské fotbalové reprezentace na MS
Čínská fotbalová reprezentace byla celkem 1x na mistrovstvích světa ve fotbale a to v roce 2002.
- Aktualizace po MS 2002 - Počet utkání - 3 - Vítězství - 0x - Remízy - 0x - Prohry - 3x

| Číslo | Soupeř    | Výsledek | MS      | Fáze turnaje       | Góly Číny |
| ----- | --------- | -------- | ------- | ------------------ | --------- |
| 1.    | Kostarika | 0 – 2    | MS 2002 | základní skupina C |           |
| 2.    | Brazílie  | 0 – 4    | MS 2002 | základní skupina C |           |
| 3.    | Turecko   | 0 – 3    | MS 2002 | základní skupina C |           |